# Калоев, Заурбек Забеевич

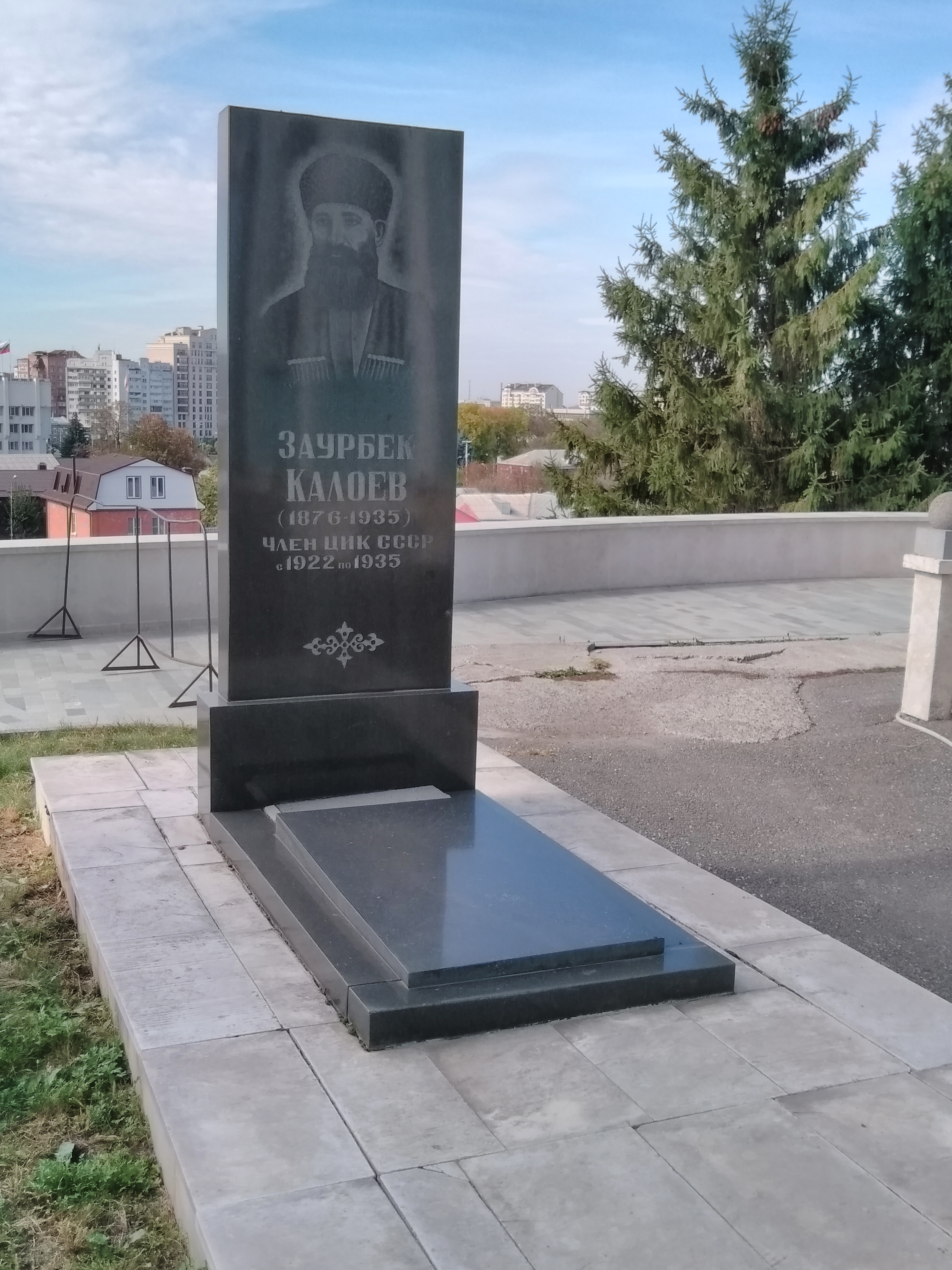
Могила Заурбека Калоева в ограде Осетинской церкви. Памятник культурного наследия федерального значения

Заурбе́к Забе́евич Кало́ев (1876 год, Байком, Закинское ущелье, Кавказский край, Российская империя — 1935 год, Орджоникидзе, Северо-Осетинская автономная область, РСФСР, СССР) — осетинский общественный и производственный деятель, член ВЦИК СССР. Первый представитель Северо-Осетинской автономной области при ВЦИК СССР.

## Биография
Заурбек Забеевич Калоев родился в населённом пункте Байком в Закинском ущелье. C 1904 года служил в осетинском конном дивизионе Владикавказа. Во время военной службы познакомился с революционерами. Участвовал в революции 1905 года. После армейской службы работал на строительстве КВЖД, был на заработках в Японии и Персии. В 1915 году возвратился на родину. В 1917 году был избран делегатом на съезд осетин. Во время Гражданской войны помогал осетинским большевикам. В 1920 году был избран председателем Закинского сельского совета и участвовал в переселении горцев на равнину, где основал селение Коста. В 1922 году Заурбек Калоев участвовал в работе I Всесоюзного съезда Советов, во время которого был выбран членом ВЦИК СССР.
Участвовал в строительстве Гизельдон ГЭС, Бесланского маисового производства, завода «Стеклотара», Ардонского консервного завода и реконструкции завода «Электроцинк».
Скончался в 1 октября 1935 году после тяжёлой болезни в Орджоникидзе. Похоронен в Некрополе у Осетинской церкви.

## Память
- Именем Заурбека Калоева названа улица во Владикавказе.
- Его имя носит Владикавказская средняя школа № 33, на северном портале Рокского тоннеля ему поставлен памятник.

## Источник
- Кадыков А. Н., Улицы, переулки, площади и проспекты г. Владикавказа: справочник, изд. Респект, Владикавказ, 2010, стр. 142, ISBN 978-5-905066-01-6
- Ларина В. И. Батрак из Байкома (Калоев З. З.) // Их именами названы улицы. — Орджоникидзе: Ир, 1979. — С. 67—72.
- Горбачев А.Н. Список некрологов за 1930-2015 годы. М., Infogans, 2016